# Онжекур
Онжекур (фр. Angecourt) насеље је и општина у североисточној Француској у региону Шампањ-Арден, у департману Ардени која припада префектури Седан.
По подацима из 2011. године у општини је живело 391 становника, а густина насељености је износила 104,83 становника/km². Општина се простире на површини од 3,73 km². Налази се на средњој надморској висини од 270 метара.

## Демографија
| 1962. | 1968. | 1975. | 1982. | 1990. | 1999. | 2011. |
| ----- | ----- | ----- | ----- | ----- | ----- | ----- |
| 384   | 416   | 397   | 407   | 359   | 350   | 391   |

График промене броја становника у току последњих година